# Килијан (Луизијана)
Килијан (енгл. Killian) град је у америчкој савезној држави Луизијана.

## Демографија
По попису из 2010. године број становника је 1.206, што је 153 (14,5%) становника више него 2000. године.
| Група             | 2000.       | 2010.         |
| Белци             | 853 (81,0%) | 1.045 (86,7%) |
| Афроамериканци    | 180 (17,1%) | 126 (10,4%)   |
| Азијати           | 0 (0,0%)    | 2 (0,2%)      |
| Хиспаноамериканци | 9 (0,9%)    | 25 (2,1%)     |
| Укупно            | 1.053       | 1.206         |